# Burg Obřany (Chvalčov)
Die Ruine der Burg Obřany bei Chvalčov (deutsch Burg Obřany/Obrzan) befindet sich im Okres Kroměříž in der Region Zlínský kraj in Tschechien. Sie liegt südöstlich von Bistritz am Hostein über dem Tal der Bystřička in den Hosteiner Bergen.

## Geschichte
Die Burg Obřany wurde vor 1365 von Boček I. von Podiebrad errichtet und nach der um 1315/1316 zerstörten gleichnamigen Burg Obřany bei Brünn benannt, die er als Stammsitz der Herren von Obřany bzw. der Herren von Kunstadt betrachtete. Tatsächlicher Stammsitz der Herren von Kunstadt war jedoch Kunstadt, das von Kuna von Zbraslav und Kunstadt begründet worden war, dem auch die Herren von Podiebrad abstammten. Demgegenüber stammten die Herren von Obřany von Kunas Bruder Boček von Jaroslavice und Zbraslav ab.
Da Boček die Burg ohne Genehmigung des Königs Karl IV. und dessen Bruder Markgraf Johann Heinrich errichtet hatte, ordnete König Karl die Zerstörung der Burg an. Vermutlich wurde sie jedoch nicht zerstört, sondern der weitere Bau eingestellt. Nach dem Tod von Jobst von Mähren 1411 übertrug sie König Wenzel IV. dem Milota von Tworkau. Er verkaufte die Burg 1418 zusammen mit Bistritz seinem Bruder Andreas/Ondřej von Tworkau, der um 1420 starb. 1421 wurde die Burg beim Kriegszug des Königs Sigismund zerstört und vermutlich zwischen 1434 und 1437 von Milota d. J. von Tworkau zusammen mit der Herrschaft Bistritz zurückerworben. Vermutlich um 1440 verkaufte er beides dem Wok von Sovinec und Helfenstein (Vok ze Sovince a Helfštejna). In dem erst 1447 beurkundeten Eintrag in der mährischen Landtafel wird die Burg als zerstört oder verfallen (Castrum Obrzan diruptum) bezeichnet und der Käufer in der Schreibweise Wockoni de Sowinecz alias de Helffenstein aufgeführt. Wahrscheinlich ebenfalls 1447 verkaufte Wok/Vok von Sovinec Burg und Herrschaft dem Johann d. J. Zub von Landstein und Morawan (Jan mladší “Zub” z Moravan), der 1466 starb.